# Etrumeus
Etrumeus (Bleeker, 1853) è un genere di pesci ossei marini appartenenti alla famiglia Dussumieriidae.

## Distribuzione e habitat
Il genere è presente in maniera localizzata in quasi tutti gli oceani nelle aree tropicali, subtropicali e temperate. La specie E. sadina è presente nel mar Mediterraneo orientale in cui è penetrata dal mar Rosso in seguito alla migrazione lessepsiana<.
Sono pesci pelagici costieri le cui abitudini non si discostano molto da quelle dei clupeidi.

## Biologia
Vivono in fitti banchi. Si nutrono perlopiù di zooplancton.

## Pesca
Alcune specie hanno un'elevata importanza per la pesca commerciale.

## Tassonomia
Il genere comprende 7 specie:
- Etrumeus acuminatus
- Etrumeus golanii
- Etrumeus makiawa
- Etrumeus micropus
- Etrumeus sadina
- Etrumeus whiteheadi
- Etrumeus wongratanai